# Francisco José Planes
Francisco José Planes fue un jurista, educador, periodista y político con destacada y decidida participación en el proceso de emancipación de la República Argentina. 

## Biografía
Francisco José Planes nació en Buenos Aires el 8 de abril de 1778, hijo de Miguel Planes, dueño de lanchas dedicadas al tráfico en el Río de la Plata, y de Ciríaca Aguilera.
Cursó sus primeros estudios en el Real Colegio de San Carlos pero al producirse las Invasiones Inglesas sentó plaza en el Regimiento de Voluntarios Cántabros mandado por Prudencio Murguiondo, pese a que su ascendencia era mallorquina
En un certificado presentado al Cabildo de Buenos Aires por Planes el 31 de agosto de 1807 consta que estuvo incorporado al mencionado cuerpo durante la Defensa, "llevando a cabo un vigoroso fuego contra el enemigo".
Dejando definitivamente de lado el negocio paterno del comercio fluvial, Planes reanudó su carrera y se graduó de doctor de jurisprudencia en la Universidad de Córdoba.
Vuelto a su ciudad natal, se desempeñó a partir de 1808 como profesor de filosofía en el Colegio de San Carlos.

### Revolución de Mayo
Hacia principios de 1810, entre los vecinos de Buenos Aires que se habían sumado al grupo de precursores del movimiento independentista (Agustín José Donado, Hipólito Vieytes, Nicolás Rodríguez Peña, Manuel Belgrano, Juan José Paso, Juan José Castelli, Manuel Alberti) y hablaban de independencia de manera más o menos abierta ya se contaban a Francisco Planes, Francisco Paso, Miguel Irigoyen, Domingo French, Juan Florencio Terrada, José Darragueira, Feliciano Chiclana, Antonio Luis Beruti, Juan José Viamonte, Tomás Guido, Buenaventura de Arzac, Felipe Cardoso, Vicente Dupuy, Francisco Mariano de Orma, Fray José Ignacio Grela, Fray Juan Manuel Aparicio, entre otros. Las reuniones se realizaban en la casa de Vieytes en la calle Venezuela, en la de Nicolás Rodríguez Peña, en la calle Piedad tras de la iglesia de San Miguel, o en la quinta de Francisco Mariano de Orma.
Planes participaba activamente del proceso revolucionario y era uno de sus principales oradores: "Sus conversaciones eran preciosas por la claridad con que exponía las causas de todos los hechos, y con el vivo colorido con que reproducía las crónicas personales de su tiempo"

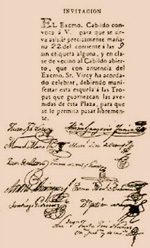
Invitación al Cabildo abierto del 22 de mayo..

En su carácter de Cathedrático de Reales Estudios fue invitado a participar del Cabildo abierto del 22 de mayo de 1810.
En esa ocasión votó para que el mando político se subroguase en el cabildo y el militar en Cornelio Saavedra.
Mocionó también para que a Baltasar Hidalgo de Cisneros se le formase juicio de residencia por la represión de los patriotas de la ciudad de La Paz en 1809, lo que fue considerado "un cañonazo que nos dejó cavilosos a todos porque nos pareció imprudente y exagerado".
El día 25 de mayo "Cuando se supo que el Cabildo porfiaba en llevar adelante su maldita intriga e imponernos a Cisneros, se formó un grupo dirigido por Chiclana, French, el padre Grela, Planes y diez o quince más, que después de haber concertado con Rodríguez Peña y con Belgrano en lo de Azcuénaga, salieron gritando: “¡Al Cabildo! ¡Al Cabildo!, muchachos!”".
Cuando iban a entrar, "se adelantaron Beruti, Chiclana, French y el doctor Grela. Pancho Planes iba también a entrar, pero Leiva puso la mano y le dijo: No, amigo mío, usted es muy loco para este negocio; con estos caballeros hay lo bastante pues son hombres de representación, y lo mejor es que no haya tantos con quien hablar." Planes, instado por Chiclana, aceptó permanecer fuera, hasta que consiguió ingresar furtivamente.
En la discusión "con todo atrevimiento, levantó la voz y dijo: El Cabildo ha excedido escandalosamente las facultades que le dimos el 22, y ha intrigado para perdernos." y al pedírsele que moderara sus expresiones y se saliera, insistió "Ni las modero, ni me salgo: lo que digo es lo que repite todo el pueblo y no tardará usted mucho en verlo. El Cabildo Abierto que obró como soberano el 22, resolvió también como soberano separar absolutamente del gobierno al señor Cisneros y retirarle el gobierno de las armas; y aunque es verdad que defirió en el Ayuntamiento la elección de los miembros del nuevo gobierno, no se ha podido ni debido nombrar otros que aquellos que expresaron la mayoría de la resolución, como el señor Saavedra, el señor Peña, el señor Rodríguez, el señor Moreno; porque es intriga usar de la facultad concedida como lo ha hecho el Cabildo, entregando a los enemigos y a la minoría del gobierno, resuelto por la mayoría".

### Sociedad Patriótica
Formados los primeros partidos de la revolución fue seguidor del doctor Mariano Moreno y, tras su partida y muerte, de Bernardo Monteagudo.
Era uno de los oradores habituales del Café de Marcos, sede primera de la Sociedad Patriótica, la que finalmente presidió. Fue, a decir de su sobrino Vicente Fidel López "el primero que levantó la voz para decir que la Revolución del Año Diez era la independencia y que era preciso ser franco y decirlo sin disimulo".
Entre 1811 y 1813 Planes continuó enseñando en el Colegio de San Carlos. En sus planes de estudio se alejó de la doctrina aristotélica: sus lecturas favoritas eran las obras de Pedro Juan Jorge Cabanis, para quien todos los fenómenos se explican por causas meramente físicas.
Redactó el periódico El grito del Sud entre el 14 de julio de 1812 y el 2 de febrero de 1813 y tras militar en el partido morenista hasta ese año, entre 1814 y 1815 respondió a la política del Cabildo, enfrentado a Carlos María de Alvear. Tras la caída de Alvear y habiendo asumido el directorio Juan Martín de Pueyrredón apoyó su política, adhiriendo más tarde al partido de Manuel Dorrego.

### Rivadavia y Rosas
De 1822 a 1827 se opuso a Bernardino Rivadavia. En 1824 junto al padre Francisco de Paula Castañeda redactó el periódico Antón Peluca, padre de la Señora María Retazos ausente en Santa Fe.
En 1834 Francisco Planes se desempeñaba como juez de primera instancia. Ese año Félix de Álzaga acusó a Braulio Costa de realizar préstamos usurarios y Planes  dispuso su arresto. Costa huyó a Montevideo, alegando que el gobierno de Rosas lo perseguía por razones políticas. 
Planes figuraba entre los primeros adversarios de Juan Manuel de Rosas, quien en 1835 iniciaba su nuevo período de gobierno pero falleció ese mismo año en la pobreza y el olvido, antes de que se desatara de lleno la lucha civil.
Dijo entonces que "moría odiando tres cosas: a España, a Rivadavia y a Rosas, porque los desatinos de ese loco eran la causa de las maldades de este perverso".
Pese a su antiespañolismo, durante su enfermedad el Don Quijote de la Mancha fue su libro de cabecera. Afirmaba que "era mejor consuelo y auxilio para bien morir que el breviario y las morisquetas de los frailes".
Era no sólo "un jurista muy diestro, sino un humanista distinguidísimo. Pero cierto descuido desgraciado en sus procederes, una inercia invencible para el trabajo, y poca seriedad en los hábitos de la vida, retuvieron siempre a Planes en una posición subalterna, a pesar de sus bellísimos talentos".